# Žlučovod
Žlučovod je trubicovitý útvar v játrech, kterým protéká žluč vytvořená jaterními buňkami.

## Schéma žlučových cest v játrech u člověka
V místě styku jaterních buněk vznikají trubicovité prostory, označované jako žlučové kanálky. Ty se spojují v oblasti Disseho prostoru a vytvářejí síť intralobulárních žlučovodů (Heringových kanálků). Po krátkém úseku se spojují, překračují hranici lalůčku a vytvářejí interlobulární žlučovody. Tyto vývody se postupně slévají, vytvářejí síť, která na konec splývá ve společný výstup žluči z jater zvaný ductus hepaticus communis. Tento společný vývod dále přijímá ductus cysticus, vedoucí od žlučového měchýře, a jako ductus choledochus pokračuje dále do dvanáctníku.